# Shim Sham
Shim Sham jest układem tanecznym popularnym wśród tancerzy swinga. Jego źródła wywodzą się od stepowania wykonywanego na koniec występu przez muzyków i tancerzy swinga w latach dwudziestych i trzydziestych dwudziestego wieku.
Dziś, ujednolicona wersja Shim-shama składa się z dziesięciu fraz po cztery takty na osiem każda. Ponieważ układ ten nie zajmuje
zwykle całego czasu trwania utworu, na jego koniec didżej zachęca do dalszego tańca w parach, przy czym co jakiś czas wywołuje zatrzymania lub konkretne figury.